# 経済成長

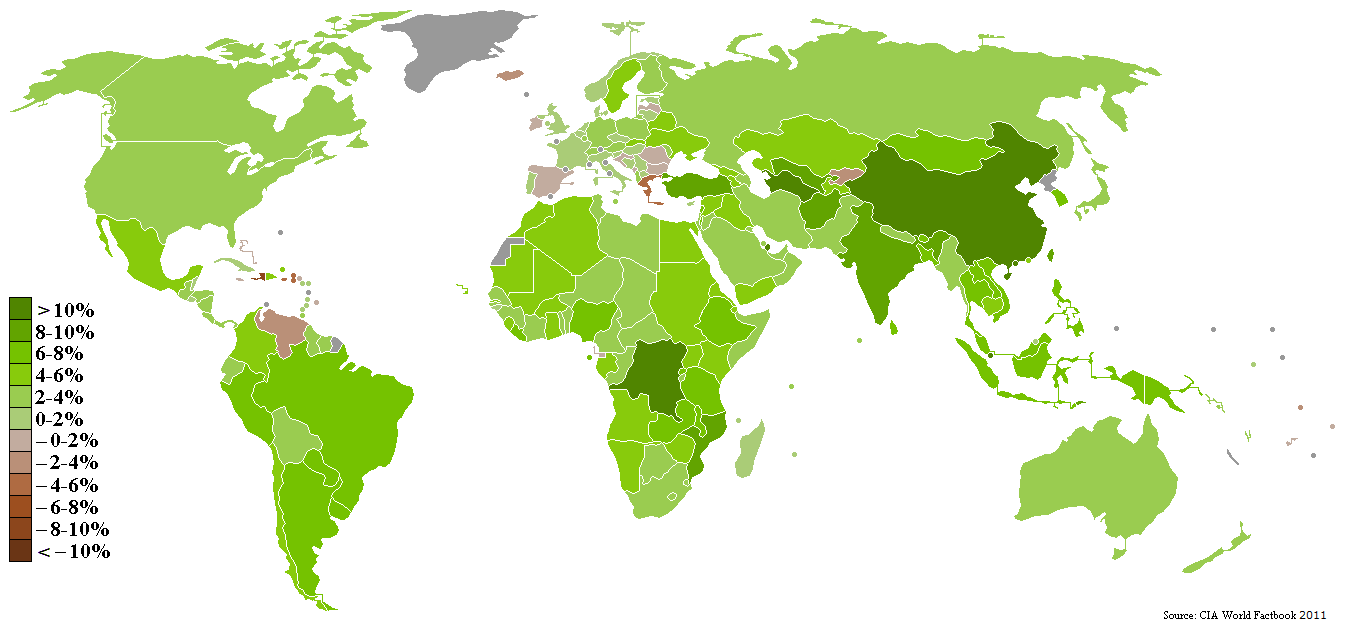
各国の実質成長率

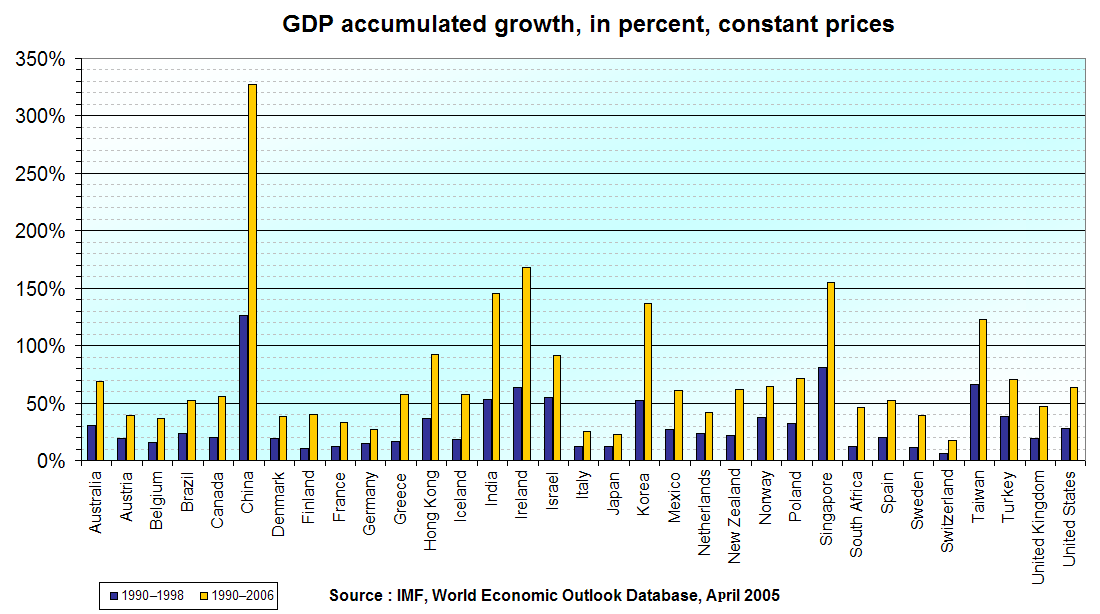
1990〜1998年と1990〜2006年の各国のGDP成長率

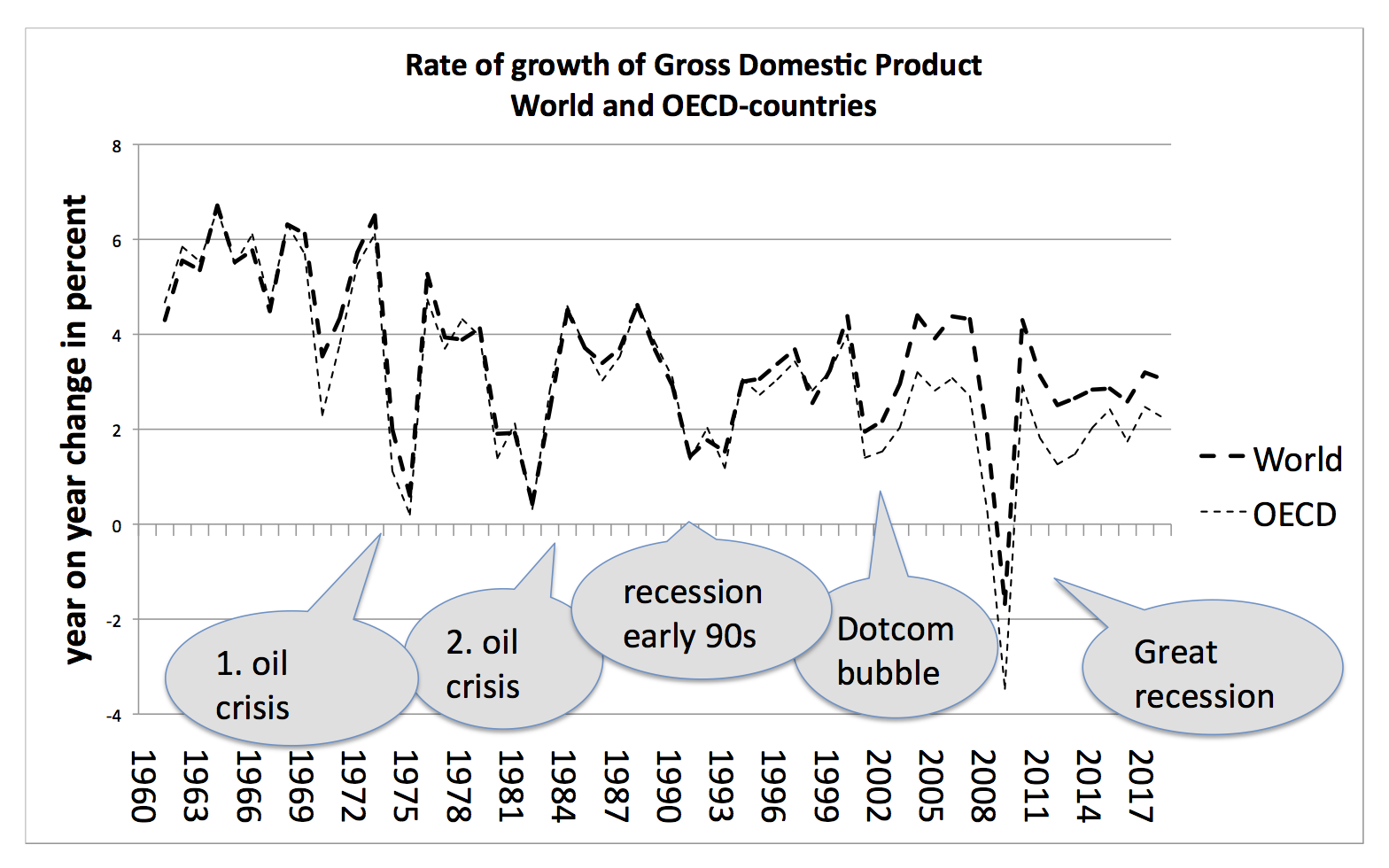
1961年以降のOECD諸国のGDP変化率

経済成長（けいざいせいちょう、英: economic growth）とは、ある経済の活動規模が増大・拡張していくことである。

## 概要

### 名目成長と実質成長
経済規模の計測は、一般的に国内総生産 (GDP) を用いて行う。
GDPは、名目価格により計測された価値を合算した名目GDPと、基準年の価格を基に計測された価値を合算した実質GDPがある。
同じように、名目GDPの変動を名目経済成長率と呼び、実質GDPの変動を実質経済成長率とよぶ。四半期（3ヶ月）あるいは一年ごとの増加率(%)で表す。
名目経済成長率は
名目経済成長率（%） = （今年の名目GDP - 前年の名目GDP）/前年の名目GDP × 100
によって求められる。また、実質経済成長率は
実質経済成長率（%） = （今年の実質GDP - 前年の実質GDP）/前年の実質GDP × 100
となる。
GDPからは
GDPデフレーター = 今年の名目GDP/今年の実質GDP × 100
のようにして物価指数の一種が計算できる。GDPデフレーターは定義上、基準年の時点で100となる。
GDPデフレーターから物価上昇率も計算できる。
物価上昇率（%） = （今年のGDPデフレーター/前年のGDPデフレーター - 1） × 100
物価が下落した場合は物価上昇率がマイナスとなる。
上記の数式より、
（1 + 名目経済成長率/100）/（1 + 実質経済成長率/100） = 1 + 物価上昇率/100
となる。
名目成長率を引き上げるためには、実質成長率を引き上げるか、インフレ率を引き上げるか、実質成長率・インフレ率の双方を引き上げる必要がある。

### 例
例えば、1年間でバターを10円で10個、鉄砲を20円で5個作っている経済があるとする。この年の名目GDPはバターの100円（10円×10個）と鉄砲の100円（20円×5個）を合算して200円となる。この年を基準とすれば、実質GDPも200円である。
翌年、バターの値段が上昇し12円になったとする。生産も増大し、11個になったとする。鉄砲の生産・価格が変わらないとすれば、名目GDPは232円（バター12円×11個=132円と鉄砲100円の合計）となる。一方、基準年価格で計測した実質GDPは210円（バター10円×11=110円と鉄砲100円の合計）である。
実質GDP × GDPデフレーター = 名目GDP
となり、この場合、名目GDP/実質GDPつまり232/210≒1.1047が実質GDPに対する名目GDP比、GDPデフレーターと呼ばれ、1以上であれば物価上昇・物価高（インフレーション）を意味する。
またこの場合、名目経済成長率は232-200/200×100=16(%)、実質経済成長率は210-200/200×100=5(%)、物価上昇率は（1.1047-1）×100=10.47(%)である。
実質経済成長率 + 物価上昇率 = 5 + 10.47 = 15.47 ≒ 16(%) = 名目経済成長率
となり、おおよそ 実質経済成長率 + 物価上昇率 ≒ 名目経済成長率 となる。ただしこの式は、それぞれの割合が十分に小さい場合（20%程度まで）しか成り立たない。

### 意義
名目と実質を分けるのは、貨幣金額によって計測された価値の増大を、価格上昇分と生産増大分に切り分けるのが目的である。
国民生活の改善や国力増大の基準として実質成長への関心のほうが高い。
例えば賃金を月15万円もらっていた人が月10万円に減らされたとする。この場合、名目成長率は
名目成長率 = （ 10 - 15 ）/15 × 100 ≒ -33（%）
マイナスになるが、製品Aの値段がデフレにより10万円から6万円に値下げされたとすれば、
実質成長率 =（ 10 ÷ 15 ÷ 0.6 - 1 ）× 100 ≒ 11（%）
となる。これは賃金よりも物の値段のほうがより下がったため、製品Aを購入できる数が11%増えたことを意味する。実際の個数で考えると、賃金低下前は1カ月で1.5個を購入できたが、低下後は1カ月で1.67個を購入できるようになっている。このような場合は、必ずしも「去年より貧しくなった」と言えなくなる。

### 潜在産出量と産出量ギャップ
経済成長の源泉である労働投入の伸び、資本投入の伸び、全要素生産性（Total Factor Productivity、TFP）の３つの変数がある生産関数に、潜在的に活用可能な労働力・資本ストックの水準を当てはめえられるものが潜在産出量であり、その伸び率が潜在成長率と呼ばれる。
潜在産出量と実質の国内総生産との差は産出量ギャップと呼ばれる。なお潜在産出量を構成する要因としては、資本・労働などの生産要素の投入量、これらに依存しない残差としての全要素生産性（TFP）があげられる。
失業が常に「インフレ非加速的失業率」（NAIRU）にあるときに達成されるGDPが「完全GDP（Perfect GDP）」である。現実の失業が自然失業率の水準にあれば達成されたであろう、すなわち、完全雇用が達成されたときのGDPを完全GDPという。

### 帰属計算
経済成長率を計算するもとになるGDPには原則として貨幣経済で取引された付加価値だけが計上される。そのことによる統計的な問題がGDPには存在する。たとえば以下のような差がある。
- GDPに計上されないもの
  - 家族の内部における身内による介護
- GDPに計上されるもの
  - 外部に委託された有料サービスによる介護
- 帰属計算によってGDPに計上されるもの
  - 農家による自家生産物の消費

## 付加価値生産の増大とその意義
経済成長は、付加価値の生産が増大することである。このため、実際に生産量が増加することとは異なる場合がある。以下、原材料生産と自動車生産が別の国で行なわれていると仮定する。
1年目に、30万円の原材料から100万円の自動車を製造している場合、自動車生産によって生み出された付加価値は70万円である。100台生産していたとすると、自動車生産による総付加価値生産は7000万円になる。一方原材料生産でも100台分で3000万円の付加価値が生まれる。翌年、自動車生産が110台になる一方、原材料高騰で1台あたりの原材料が40万円になったとする。この場合、自動車の価格が変わらなければ自動車生産による付加価値生産は6600万円となる。原材料は4400万円である。
この場合、二年目の時点において、原材料生産国では付加価値生産が1400万円増加する一方、自動車生産国では付加価値生産が400万円減少する。自動車生産国は自動車を増産したにもかかわらず、経済成長率がマイナスとなる。これは市場経済の働きにより、原材料生産のほうに価値が置かれるようになったことを意味する。結果、原材料生産国は増産をするようになり、自然と自動車生産の価値が上昇し、自動車生産が増大していく。このように価格機構を持っている市場経済は経済成長機構を内蔵している。生産数量の増大は上記のように、付加価値を市場から提示されることで決定される。また、付加価値は生産に要した労働と資本に分配される。労働力への分配は賃金などを意味し、資本への分配は利潤を意味する。
1）多くの効率化政策が行われていること、2）職業選択・居住地選択の自由があること、3）セーフティネットが充実していること、の3つの前提を満たしている国では、効率化政策（パイの拡大）原則を採用することが望ましいとしている。

## 経済成長の要因
経済成長の要因として、1）労働力（人口増加）、2）機械・工場などの資本ストック（蓄積）、3）技術進歩、の3つが挙げられる。労働・資本以外の要因で成長力が高まることを「全要素生産性（TFP）が上昇する」という。GDPの成長率は、技術進歩率（全要素生産性上昇率）と資本の成長率と労働の成長率に分解できる。
経済成長の条件として、1）私的所有権の保護、2）イノベーション、3）科学的合理主義を可能とすることへの容認、4）債権債務の制度化、5）参加の自由、6）開放性、がある。
2006年の世界銀行の成長開発委員会の報告書では、経済成長をする一般原則は存在しないという結論となっている。この委員会にはノーベル経済学賞受賞者のマイケル・スペンスやロバート・ソローを含む21人の専門家や300人の研究者が参加し、11の作業部会と12のワークショップなどにより2年間の検討が行われた。
需給
総需要が不足して売れ残りが発生しても、物価の下落で全部売り切れる、つまり経済活動は総供給で決まるという考え方を「セイの法則」という。三菱総合研究所は「長期の経済成長は、国全体でどれだけモノ・サービスをつくりだす能力があるかという経済全体の供給面から決まる」と指摘している。
現代（2011年）の経済は、供給に需要が適応するのではなく、需要に供給が適応する経済構造となっている。供給重視のアプローチは、経済の歪みを拡大させ社会的負担を増加させる。結果、経済の持続的発展を妨げる。
経済は、需要と供給のうち小さい方に合わせて決まるとされる（マクロ経済学のショートサイド原則）。つまり産出量ギャップがある場合、供給サイドを変えなくても経済を成長させることができる。
発展途上国では、生産性を高めることに多大な労力が割かれており、生産性を高めることができた国が経済成長を実現させた。しかし、経済の成熟とともに、次第に需要側が重視されるようになった。それは需要と供給を一致させる価格メカニズムが働くと考えられてきたのに対し、現実には価格が硬直的で、供給に対して需要が不足するというケースが頻繁に見られるようになったからである。つまり、生産に必要な資本設備・労働力が余り、非稼動設備・失業が発生するケースが頻発した。
教育
1960年代の日本の高度経済成長期、日本経済は年率約10%成長したが、その内の約6割が技術進歩によるものであった。
貿易
実証研究で、産業間の移動が激しいほど経済が成長するという統計もある。
これまでに経済成長をした国の貿易は、資源国をのぞけば急速な産業化をへており、労働者は主に製造業に雇用されていた。貿易と経済成長の段階として、 (1) 伝統的な産品の輸出、(2) 第1次輸入代替（軽工業品）、(3) 第1次輸出代替（伝統的産品から軽工業品に主流が移る）、(4) 第2次輸入代替（重工業品）、(5) 第2次輸出代替（軽工業品から重工業品に主流が移る）、などがある。1960年代以降の途上国の標準所得と生産高の割合は低下しており、サービス産業に比べて製造業の相対価格は低下している。製造業の雇用は減っており、過去と同様の経済成長は困難になる可能性があるため、経済成長にはサービス産業の生産性が必要ともいわれる。

## 経済成長の類型
経済成長は、多様な制約により抑制される可能性がある。このうち、先進国経済で主要な2要件は、
1. 生産性の向上
2. 有効需要の創出

である。この2条件のうち、どちらが成長要因(裏返せば、制約要因)となっているかによって、近代的経済成長の様式は、以下の3類型にまとめられる。
1. 比例的成長
2. 生産性主導
3. 需要飽和

- 比例的成長経済
近代的部門と伝統的部門の2部門からなる経済において、近代的部門(資本主義部門)が技術進歩・生産性の上昇もなく、すべての投入と産出が比例的に増大する。成長に必要な労働力は、伝統的部門から無制限に供給される[24]。アーサー・ルイス（Arthur Lewis） は、この状態を「無制限労働供給経済」と呼んだ。二重経済モデル（dual economy model）ともいう。
太平洋戦争前の日本は、基本的には比例的成長経済にあったと考えられている。無制限労働供給が終了するとき、それをルイスの転換点という。日本でいつ無制限労働供給が終了したかについては、1930年代説と1950年代説とがある[25]。2007年現在は、中国がルイスの転換点を越えたかどうかが議論されている[26]。

- 生産性主導経済
生産性が高い速度で上昇し、それにともない一人当たりの賃金(所得)も上昇するが、国民の消費意欲は旺盛で、次々と新しい需要が生まれ、経済は急成長する。日本の高度経済成長がそれに当たる。高度成長は、1973年のオイルショックによって減速するが、1980年代末まで輸出超過にも助けられて、実質4パーセント以上の高い成長を示した。この成長率は、当時の先進国の中ではトップクラスであった。しかし、この成長は、1992年のバブル崩壊とともに終了したと考えられている。

- 需要飽和経済
1992年以降の日本経済の長期停滞の原因については、多くの意見・分析がある[27]。景気循環的な分析が多いが、吉川洋[28]・塩沢由典[23]などは、日本が需要飽和経済に突入したことが問題だとしている。

## 経済成長と景気循環
経済成長は、生産と消費の増大である。このため、経済成長には供給の側面と需要の側面がある。付加価値は工場や農場、オフィスで生産される。そのため工場などの設備投資の増大は供給力の増大をもたらし経済成長の源泉となる。一方、消費者による購入の増大や企業・政府による設備投資の増大により需要が増加し経済成長の源泉となる。この二側面に共通して重要な影響を与えるのが設備投資に代表される投資である。投資は需要と供給の増大をもたらし、経済成長の原動力となっている。
しかし供給が需要を満たし、設備の稼働率が低下してくると投資は減衰するようになる。経済成長はこれに合わせて低迷するようになる。このような状態は、景気循環における不況の局面ということになる。不況が経済成長に対して有する意義については、ヨーゼフ・シュンペーターによる創造的破壊の理論が存在する。これは、不況による倒産や失業などの非効率な部門の淘汰こそが、経済全体の生産性を向上させるという適者生存の考え方である。これに対して米国の製造業を対象としたカバレロとハマーの実証研究では、不況が古い企業の存続にかえって有利に働くとされている。これは、不況時に新規参入できるのが、純資産の大きな企業に限られることによるものである。
この投資を再び増加させるのは、短期には在庫、中期には設備投資・住宅投資、長期には技術革新（イノベーション）などの変動（景気循環）によると考えられている。ことに技術革新は、生産要素のまったく新たな結合によって、新しい商品ニーズなどを生み出し、その需要を満たすために投資が行なわれ経済成長が起きる。
一般的に経済成長の伸びが高い後進国ほどインフレ要因が多く、経済成長が安定している先進国ほど低インフレで安定している傾向が強い。

## 経済成長とその問題
経済成長には資源制約がある。古くは森林の量が経済的発展を制約していた。今日においても労働力・土地・天然資源などにより経済成長には制約がある。オイルショック以後の低成長、1980年代の原油価格の下落に支えられた好景気などは、その歴史的な一例である。
産業革命以後は経済成長が大気汚染を発生させるようになった。環境問題の多くは、何らかの生産活動の結果として生じたものであり、その規制（環境政策）は経済活動の抑制にもつながる。経済と環境はいわばトレードオフの関係にある。
地球温暖化防止に関する経済学的研究は、経済成長率を下げずに、地球温暖化を防止することができることを示している。日本経済は、1973-1986年にかけてGDPは年率平均3.4%成長したが、CO2排出量は年率平均0.3%減少している。一方で1987-1995年にかけてGDPは年率平均3.1%成長したが、CO2排出量は年率平均2.9%増加している。つまり、経済が成長してもCO2は必ずしも増加するわけではない。公害規制が経済成長を阻害したという形跡は見当たらないし、規制のおかげで産業公害と都市公害は急速に改善された。環境保全は経済成長にとってマイナスどころか、少なくとも先進国にとっては、経済成長の原動力となる。
GDPではなく識字や乳幼児死亡率などの方が、経済の豊かさの指標として望ましいという見方もある。ただし、GDPが大きくなると、実際に識字率・幼児死亡率はほぼ比例的に改善していく。また、経済成長が環境・天然資源の影響を計測した「グリーンGDP」という概念も提唱されている。

## 歴史
経済成長は貨幣経済に限らず起こる。実態は生産増大だからである。近代的なGNP統計が整備される以前の総生産は、財政の記録を基に調査される。税制がしっかり守られている国であれば、税率と税収から課税ベースを割り出して、近似的な総生産を算出できるからである。これらの統計的アプローチの結果、産業革命以前の経済成長率は年平均で0-1%程度のものであったことが分かる。産業革命以前の世界の経済成長率は、ほぼゼロの状態で1500年以上も続いていたため、古代ローマ人と16世紀のイタリア人やイギリス人の生活水準はほとんど変わっていなかった。なお、17世紀まで世界最大の経済大国は中国であった。ちなみに、日本は当時7位程度の経済規模であったと推定されている。
18世紀に英国で産業革命が起こると、次第に世界経済の成長スピードは加速していった。しかし、頻発する恐慌や緩慢な投資のために、やはり経済成長は限られていた。19世紀から第二次世界大戦まで世界経済は拡張基調をたどるが、戦後に記録的な高度成長を遂げる。この時期は、国民経済へ政府が介入する混合経済体制を各国が採用し、ブレトン・ウッズの下、西側諸国が大規模な自由貿易を開始し設備投資も高まったからである。オイルショック後、やや鈍化するものの、東アジア経済の発展により成長軌道は維持され、現在に至る。
世界経済は1980年代初頭まで続いていた世界的なインフレーションから脱却する（インフレ・イーター）一方で、2000年代に入ると継続的な資源価格高騰に悩まされることとなった。先進国の高コスト（高賃金）な付加価値生産はこの価格競争にさらされ、いくつかの産業は存続の危機に瀕している。その理由として、中国では20世紀末からすさまじい生産数量増大が起きていることがあげられる。
一方、この世界的な経済成長の中で、アフリカ諸国と社会主義諸国のいくつかは経済縮小を経験している。中長期的には少子化・高齢化と環境破壊、天然資源の不足が世界的な経済成長の制約要因になると考えられる。
経済成長は、近代国家の政策立案において前提条件かつ目的と考えられているため、何らかの手段で経済成長が維持されようとしている。